# Brametot
Brametot és un municipi francès situat al departament del Sena Marítim i a la regió de Normandia. L'any 2007 tenia 169 habitants.

## Demografia

### Població
El 2007 la població de fet de Brametot era de 169 persones. Hi havia 60 famílies de les quals 8 eren unipersonals (8 dones vivint soles i 8 dones vivint soles), 28 parelles sense fills i 24 parelles amb fills.
La població ha evolucionat segons el següent gràfic:
Habitants censats

### Habitatges
El 2007 hi havia 87 habitatges, 63 eren l'habitatge principal de la família, 17 eren segones residències i 7 estaven desocupats. Tots els 86 habitatges eren cases. Dels 63 habitatges principals, 40 estaven ocupats pels seus propietaris, 21 estaven llogats i ocupats pels llogaters i 2 estaven cedits a títol gratuït; 1 tenia dues cambres, 7 en tenien tres, 20 en tenien quatre i 35 en tenien cinc o més. 48 habitatges disposaven pel capbaix d'una plaça de pàrquing. A 31 habitatges hi havia un automòbil i a 29 n'hi havia dos o més.

### Piràmide de població
La piràmide de població per edats i sexe el 2009 era:
| Homes | Edats   | Dones |
| ----- | ------- | ----- |
| 0     | 95 o +  | 0     |
| 0     | 90 a 94 | 0     |
| 0     | 85 a 89 | 0     |
| 0     | 80 a 84 | 4     |
| 4     | 75 a 79 | 0     |
| 4     | 70 a 74 | 8     |
| 0     | 65 a 69 | 0     |
| 12    | 60 a 64 | 12    |
| 0     | 55 a 59 | 4     |
| 8     | 50 a 54 | 8     |
| 12    | 45 a 49 | 8     |
| 4     | 40 a 44 | 0     |
| 0     | 35 a 39 | 4     |
| 4     | 30 a 34 | 8     |
| 8     | 25 a 29 | 0     |
| 4     | 20 a 24 | 8     |
| 4     | 15 a 19 | 4     |
| 4     | 10 a 14 | 4     |
| 0     | 5 a 9   | 0     |
| 0     | 0 a 4   | 4     |

## Economia
El 2007 la població en edat de treballar era de 113 persones, 77 eren actives i 36 eren inactives. De les 77 persones actives 65 estaven ocupades (40 homes i 25 dones) i 12 estaven aturades (5 homes i 7 dones). De les 36 persones inactives 10 estaven jubilades, 13 estaven estudiant i 13 estaven classificades com a «altres inactius».

### Ingressos
El 2009 a Brametot hi havia 62 unitats fiscals que integraven 156 persones, la mediana anual d'ingressos fiscals per persona era de 17.676 €.

### Activitats econòmiques
Dels 5 establiments que hi havia el 2007, 4 eren d'empreses extractives i 1 d'una empresa de construcció.
L'únic servei als particulars que hi havia el 2009 era un paleta.
L'any 2000 a Brametot hi havia 6 explotacions agrícoles.

## Equipaments sanitaris i escolars
El 2009 hi havia una escola elemental integrada dins d'un grup escolar amb les comunes properes formant una escola dispersa.

## Poblacions més properes
El següent diagrama mostra les poblacions més properes.